# Thainara Oliveira
Thainara Mylena Feitosa de Oliveira (Natal, 21 de abril de 2001) é uma voleibolista brasileira praticante da modalidade de vôlei de praia e que também já atuou como voleibolista Indoor.

## Carreira
Em torno dos seus oito anos de idade, iniciava sua trajetória no voleibol de quadra pelo projeto Volley Clube de Natal e quando tinha 15 anos de idade se identificou com o vôlei de praia e prosseguiu no mesmo, e quando atuava pelo  Colégio Nossa Senhora das Neves conquistou desde os jogos internos aos Jogos Escolares do Rio Grande do Norte (Jerns), sendo sempre escolhida como a melhor jogadora.
Em 2011 competiu categoria mirim pela Escola Municipal Professor Ascendino de Almeida Júnior na modalidade do Salto em distância nos Jerns.Em 2016 participou da seletiva para os Jogos Olímpicos da Juventude.
Formou dupla com em 2020 e disputou as etapas do Circuito Brasileiro de Vôlei de Praia com  Carol Calheiro, em 2021 atuou com Sandressa Miranda, Anne Karolayne Figueredo com quem conquistou o título do Campeonato Sul-Americano Sub-21 em Assunção e finalizou na nona posição no Mundial Sub-21 em Phuket, Maria Clara Richa.  
Ainda em 2021 conquistou ao lado de  Victória Tosta a medalha de ouro na primeira edição dos 
Jogos Pan-Americanos Júnior de 2021 em Cáli.

## Premiações individuais
[carece de fontes?]